# Pentasilan
Pentasilan ist eine chemische Verbindung der Elemente Silicium und Wasserstoff und zählt damit zur Gruppe der Silane. Die Substanz mit der Halbstrukturformel SiH3–(SiH2)3–SiH3 ist eine sich schon bei Raumtemperatur zersetzende, farblose Flüssigkeit, die bei Kontakt mit Wasser zu Kieselsäuren und Wasserstoff, mit Luftsauerstoff zu Siliciumdioxid und Wasser unter Selbstentzündung reagiert. Pentasilan ist das Silicium-Analogon zum n-Pentan (C5H12).

## Darstellung und Reaktionen
Pentasilan lässt sich aus Hexachlordisilan (Cl3Si–SiCl3) und einer Lewis-Base synthetisieren. Als Lewis-Base kommen z. B. Trimethylamin oder Phosphororganoverbindungen in Frage. In dem stark Lewis-aciden Hexachlordisilan wird die Si-Si-Bindung gespalten unter Freiwerden von Siliciumtetrachlorid (SiCl4) sowie eines basenstabilisierten Silylens (X2Si–R). Die Silylen-Zwischenstufe konnte auch nachgewiesen werden, so dass der Reaktionsmechanismus bestätigt wurde.
Beim Bestrahlen von in 2,3-Dimethylbutan gelöstem Pentasilan mit UV-Licht entstehen höhere Homologe wie das 3-Silylhexasilan und 4-Silylheptasilan.
Neuere Untersuchungen legen die Verwendung höherer, flüssiger Silane wie Pentasilan als nichttoxische Additive zu Raketentreibstoffen nahe, da damit die Verbrennungseffizienz gesteigert werden kann.